# Steinbach, Haut-Rhin
Steinbach là một xã trong tỉnh Haut-Rhin, vùng Grand Est ở đông bắc Pháp. Xã này có diện tích 6,09 km², dân số năm 1999 là 1340 người. Khu vực này có độ cao 360 mét trên mực nước biển.